# Kunyu Shan
Kunyu Shan (kinesiska: 昆嵛山) är en bergskedja i Kina. Den ligger i provinsen Shandong, i den östra delen av landet, omkring 430 kilometer öster om provinshuvudstaden Jinan.
Genomsnittlig årsnederbörd är 743 millimeter. Den regnigaste månaden är juli, med i genomsnitt 227 mm nederbörd, och den torraste är januari, med 13 mm nederbörd.